# Venera Anadiomena (Tizian)
Venera Anadiomena (iz grščine –Venera se dviga iz morja), je Tizianova oljna slika iz  c. 1520, ki prikazuje Venero, ki se dviga iz morja in si ovija lase, po rojstvu popolnoma odrasla. Venera, za katero pravijo, da se je rodila iz školjčne lupine, je identificirana po lupini spodaj levo. Manjša je kot običajno pri prizorišču rojevanju Venere, kot je Botticellijeva in je namenjen le prepoznavanju teme, ne pa podobna čolnu, kot je to na sliki Rojstvo Venere Sandra Botticellija in drugih upodobitvah.
Pohvalna predstavitevt Venere in njen stranski pogled veliko dolgujeta tudi antičnim kipom, kot sta Čepeča Venera in Afrodita iz Knida. Zavijanje njenih las je neposredna imitacija izgubljenega Apelovega mojstrskega dela z istim naslovom. Tizian je to podrobnost namenoma vključil, da bi dokazal, da lahko tekmuje z umetnostjo antike, v kateri si je tudi boginja umivala lase - dejstvo, omenjeno v Plinijevi Naravni zgodovini.
Slika je v izjemno dobrem stanju. Nekoč je bila v lasti Christine Švedske in je preko Orleanske zbirke prešla na 6. vojvodo Sutherlanda, ki jo je leta 1945 posodil in 26 drugih slik Narodni galeriji Škotske. Ob smrti vojvode brez potomcev leta 2000 je bilo delo leta 2003 od njegovega bratranca Francisca Egertona, 7. vojvoda Sutherlanda, pridobljeno za več kot 11 milijonov funtov s pomočjo Nacionalnega sklada za umetniške zbirke. K nakupu so prispevali tudi fundacija Wolfson, sklad Heritage Lottery (7,6 milijona funtov) in škotska izvršna uprava (2,5 milijona funtov). Za olajšanje prodaje so 2,4 milijona funtov vrednosti slike poravnali z davkom na dediščino. Tržna vrednost je ocenjena na 20 milijonov funtov. Po prodaji je 7. vojvoda dejal: »V vseh namenih in ciljih se ni nič spremenilo, razen da bo slika zdaj pripadala narodu«.
Leta 2004 je postala središče razstave in jubilejne razstave "Shranjeno!" za Nacionalni sklad za umetniške zbirke.

## Opis in slog
‘’Venera Anadiomena’’ je upodobitev rojstva boginje iz vode ciprskega morja. V Pliniju je bila na to temo opisana Apelova podoba in pogosto so se renesančni slikarji spopadli z izzivom priklica nanjo.
Tizian je moral vedeti za opis starodavnega modela, vendar je prizor postavil kot portret idealne gole ženske, tesno med robovi platna, v pokončnem položaju, medtem ko izstopa iz vode z nogami, še vedno potopljenimi do sredine stegna. Zvija lase po zgledu starodavnega kipa. Lupina školjk, ki plava na morski gladini, se nanaša na legendo o njenem rojstvu, ko jo na lupini morske živali prišla na obalo, prav tako kot biser.
Fizični tip ženske je značilen za tista leta in morda ustreza ljubici umetnika, ki je resnično obstajala. Najdemo jo v Flori v galeriji Uffizi, v Ženski z ogledalom v Louvru, v Nečimrnosti v Monaku, v  Salomè v galeriji Doria Pamphilj, v Violante in v sliki Madenka v črni obleki na Dunaju.